# Reichsteilung von Prüm

Die Prümer Teilung 855:

Im Jahre 843 wurde das Fränkische Reich durch den Vertrag von Verdun dreigeteilt: Kaiser Lothar I. wurde das Mittelreich Lotharii Regnum zugesprochen. Doch gelang es ihm nicht, sein Reich zu stabilisieren.
Bereits schwer erkrankt, teilte Lothar I. am 19. September 855 in der Teilung von Prüm im Hofgut Schüller (Scolinare) sein Reich unter seinen Söhnen auf:
- Ludwig II. († 875) erhielt die Kaiserwürde und Italien.
- Lothar II. († 869) erhielt den nach ihm benannten Nordteil des Reiches (Lotharingien).
- Karl von der Provence († 863), der jüngste Sohn, erhielt die Provence und den zum Mittelreich gehörenden, größeren Teil Burgunds (der kleinere Teil, die heutzutage „Burgund“ („Bourgogne“) genannte Region im Zentrum des heutigen Frankreichs, war bereits seit 843 Teil des Westfrankenreiches). Daraus entstand das hochmittelalterliche Königreich Burgund.

Nach der Abdankung zog er sich in die Abtei Prüm in der Eifel zurück, wo er wenige Tage später, am 29. September 855, starb und bestattet wurde.
Nachdem Karl 863 kinderlos verstorben war, wurde sein Reich zwischen seinen Brüdern Lothar II. und Ludwig II. aufgeteilt.
Nach Lothars II. Tod im Jahre 869 wurde das einstige Mittelreich (und das Reich Karls) 870 im Vertrag von Meerssen neu verteilt: Der ostfränkische König Ludwig der Deutsche, Onkel Lothars II. und mittlerer Bruder Lothars I., erhielt den Ostteil Lotharingiens, der westfränkische König Karl der Kahle, Halbonkel Lothars II. und Halbbruder Lothars I., den Westteil.
Den Großteil Burgunds erhielt Ludwig II., der allerdings 875 starb, wonach Karl der Kahle dessen italienisches Königreich erbte und am 25. Dezember in Rom zum römischen Kaiser gekrönt wurde.

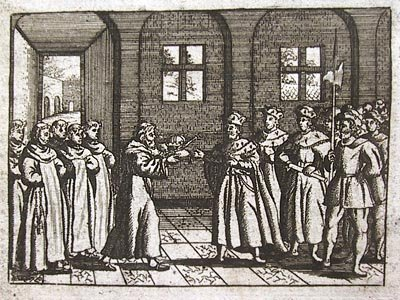
Reichsteilung von Prüm: Lothar I. veranlasst die Teilung seines Reiches unter seinen Söhnen. (Kupferstich 1698)